# 卡爾達紹瓦熱奇采
卡爾達紹瓦熱奇采（捷克語發音：[ˈkardaʃova ˈr̝ɛtʃɪtsɛ] ⓘ）是捷克的城鎮，位於該國南部，距離因德日赫城堡約10公里，由南摩拉維亞州負責管轄，面積45.83平方公里，海拔高度439米，2005年人口2,129。

## 外部連結
- Municipal website (in Czech - Google Translator inserted)（页面存档备份，存于）